# GameFAQs
GameFAQs는 비디오 게임에 대한 공략과 FAQ에 대해 다루는 웹사이트이다. 1995년 11월에 Jeff Veasey가 개설하였으며 2003년 5월 CNET 네트웍스에 인수되었다. 지금은 CBS 인터랙티브의 소유이다. 이 사이트는 비디오 게임 정보, 치트 코드, 게임 세이브, 박스 아트 이미지, 스크린샷 데이터베이스를 소유하고 있으며, 이들 대부분이 자발적인 봉사자들에 의해 제출되었다.